# Durbach (Schwarzach)
Der Durbach ist ein Bach in der Gemeinde St. Veit in Defereggen (Bezirk Lienz). Der Bach entspringt an der Südseite der Lasörlinggruppe und mündet südwestlich von Niege in die Schwarzach.

## Verlauf
Der Durbach entspringt an den Südabhängen der Lasörlinggruppe im sogenannten Kapaun, dem Talschluss zwischen dem Donnerstein, dem Griften und der Melspitze. Der Durbach speist sich hier aus mehreren, zeitweise auch nicht wasserführenden Quellarmen und fließt im Oberlauf in südlicher Richtung talwärts. Im Mittellauf passiert der Durbach westlich die Mellitzalm und fließt ab hier durch bewaldetes Gebiet, wobei entlang des Durbachs überwiegend nur Büsche zu finden sind. Im Unterlauf passiert der Durbach die Straße zwischen Niege und Mellitz und mündet kurz darauf von links in die Schwarzach.
Der Durbach liegt zwischen dem Einzugsgebiet des Talbachs im Westen und des Mellitzgrabens im Osten.
Der Durbach weist auf seiner gesamten Länge einen geringen Verbauungsgrad und eine unbeeinflusste Hydrologie auf. Das Umland des Moosbachs hat eine geringe Nutzungsintensität, die Gewässerraumausprägung wird als natürlich eingeschätzt. Insgesamt weist der Durbach auf seiner gesamten Strecke eine sehr hohe naturräumliche Bedeutung auf.